# Knoten Innsbruck
Het Knoten Innsbrick is een snelwegknooppunt in de Oostenrijkse deelstaat Tirol. Op dit knooppunt in het zuiden van de stad Innsbruck sluit de A13 aan op de A12.

## Bouwvorm
Het knooppunt is een half-sterknooppunt.
| Aansluitende wegen                       | Aansluitende wegen              | Aansluitende wegen              | Aansluitende wegen | Aansluitende wegen |
| ---------------------------------------- | ------------------------------- | ------------------------------- | ------------------ | ------------------ |
|                                          |                                 |                                 |                    |                    |
|                                          |                                 |                                 |                    |                    |
| richting Bregenz / Garmisch / (CH) / (D) | richting München (D) / Salzburg |                                 |                    |                    |
|                                          |                                 |                                 |                    |                    |
|                                          |                                 | richting Brennero / Bolzano (I) |                    |                    |